# Niklaus Rodt

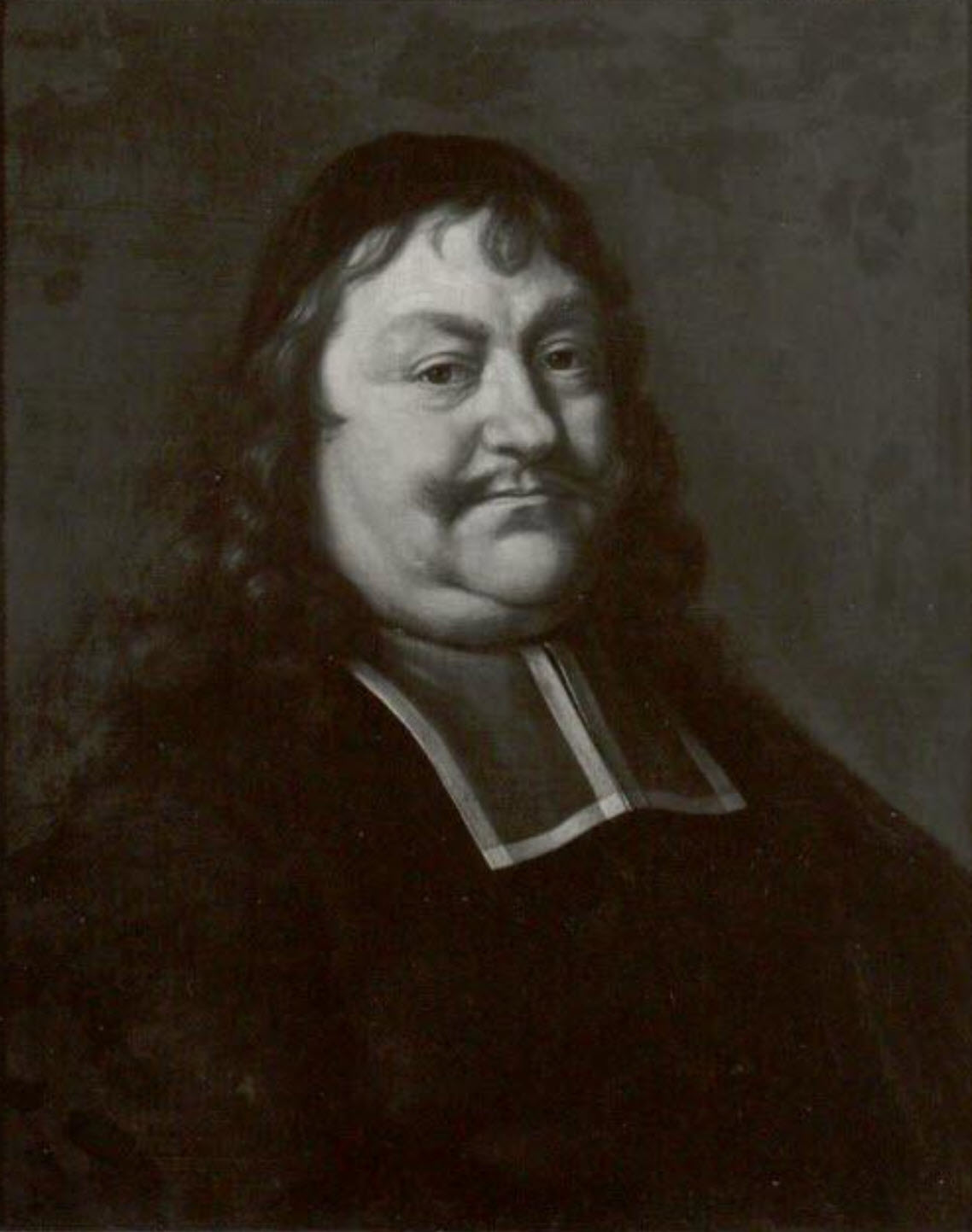
Niklaus Rodt, Bildnis von Johannes Dünz (zugeschrieben)

Niklaus Rodt (getauft 14. April 1650 in Bern; gestorben 1726 in Niederndodeleben) war ein Schweizer Politiker und Pietist.

## Leben
Niklaus Rodt wurde als Sohn des Emanuel Rodt, Landvogt zu Aarwangen, und der Maria Zehender geboren. 1673 wurde er Substitut der bernischen Staatskanzlei, 1674 heiratete er Anna Freudenreich. 1675 wurde er Stubengeselle der Gesellschaft zu Kaufleuten und gleichen Jahres Seckelmeister dieser Gesellschaft. Rodt war 1679 Ratsexpektant und gelangte 1680 in den Grossen Rat der Stadt Bern. 1682 wurde er Unterschreiber, 1684 Gerichtschreiber und 1687 Landvogt zu Interlaken, in den Jahren 1688 bis 1699 war er insgesamt sieben Mal Sechzehner zu Kaufleuten. Die Gesellschaft zu Kaufleuten wählte ihn 1692 zum Obmann. Rodt bewohnte bis 1700 das Haus Gerechtigkeitsgasse 66 in Bern und besass die Rodtmatt in Bern.
Rodt besuchte die Gottesdienste seines «geschlechts- und bluttsverwanten» Samuel Güldin und wandte sich dem Pietismus zu. Im Berner Pietistenprozess versuchte er als Mitglied des Grossen Rats vergeblich, die angeklagten Theologen vor der Verstossung zu bewahren. Rodt verweigerte die Leistung des Assoziationseides und schied aus allen Ämtern aus. Im Sommer 1699 nahm er die Radikalpietisten Ernst Christoph Hochmann von Hochenau, Gottfried Arnold und George Henry Krafft in seinem Haus auf. Die Gäste hielten auf seiner Matte eine erweckliche Versammlung mit 300 Teilnehmern ab, was bei der Bevölkerung entsprechendes Aufsehen erregte. Eine Reise Rodts mit seinen deutschen Gästen nach Spiez und Grindelwald, gemeinsam mit Samuel Güldin, Gabriel Frisching, Friedrich von Wattenwyl und dem Pfarrvikar Johannes Müller (1668–1705), führte beim bernischen Rat zur Vermutung, Rodt bereite im Oberland eine Erhebung vor. Der Rat ordnete die Verhaftung Rodts und seiner Begleiter an. Der Kanzlist Daniel Knopf setzte Rodt in Kenntnis darüber, so dass die ausländischen Gäste ungehindert das Land verlassen konnten. Rodt, Güldin, Knopf und Müller wurden daraufhin in Bern zehn Tage gefangen gehalten. Rodt wurde später wegen Aufnahme fremder Pietisten, dem Abhalten von Versammlungen auf seiner Besitzung, Vorschub zur Entweichung der fremden Gäste und Korrespondenz mit Exilanten zum Verlust seines Sitzes im Grossen Rat, Landesverweis und einer Busse von 50 Talern verurteilt, allerdings wurde ihm aufgrund seiner Verdienste «zu Berichtigung seiner Geschäfte» eine Frist von 14 Tagen gesetzt, die er verstreichen liess. Er verliess Bern mit seiner Tochter Maria und liess sich in Niederndodeleben bei dem Theologen Johann Wilhelm Petersen nieder.